# Nenna
Ne doit pas être confondu avec Nena.
 (octobre 2016).
Atilio Gomes Ferreira, dit Nenna, est un artiste brésilien d'art contemporain né le 2 août 1951 à Vitória. Considéré comme le précurseur de ces pratiques artistiques dans sa région natale, il réalise sa première œuvre avec l'intervention urbaine O Estilingue (le Lance-pierre) en 1970, à une époque où le Brésil vit sous une surveillance rigoureuse de la dictature militaire implantée en 1964. Toute sa production artistique postérieure se caractérise par une réflexion philosophique qui transite avec désinvolture à travers divers processus, comme le dessin, la peinture, la musique, la vidéo, les performances et installations.

## Biographie
Atilio Gomes Ferreira naît le 2 août 1951 dans la ville de Vitória (Espírito Santo). Il étudie au Centre d'Arts de l'Université Fédérale de l'Espírito Santo, où il bénéficie du soutien du sculpteur Maurício Salgueiro, ce qui stimule ses idées et concepts alors considérés comme audacieux par l'institution. En 1971, il reçoit le prix principal du «I Salon d'Élèves et Anciens Élèves », prix remporté avec une copie en Xérox (photocopie) [technologie récente à l'époque] de la propre fiche d'inscription remplie pour l'événement. 
En 1973, il séjourne à New York où il se lie d'amitié avec l'artiste brésilien Hélio Oiticica et vit dans le milieu de la contre-culture. Il y découvre la technologie de la vidéo, alors récente, et commence à l'utiliser expérimentalement. 
Au Brésil, en 1976, il obtient la reconnaissance nationale en participant à l'exposition Brasil 1970-75 – Arte Agora du commissaire Roberto Pontual au Musée d'Art Moderne de Rio de Janeiro, où il présente Embrulhos Transparentes (Emballages transparents). Il réalise l'exposition Taru, une installation dédiée au 'temps, en 1979 en Espírito Santo. 
Au début des années 80, résidant à Rio de Janeiro, il débute la série Pinturas Cariocas' qui sera présentée lors de l'exposition Novos Cariocas du commissaire Marcus Lontra au Centre Culturel Cândido Mendes et en 1983, il réalise une exposition individuelle dans le Parc de Sculptures de Catacumba lors d'un événement produit par RioArte. 
De retour en Espírito Santo, il publie le livre Vereda Tropicália et continue la série de peintures commencée à Rio de Janeiro. En 1993, il réalise l'installation Vydeo dans la Galerie Homero Massena, à Vitória. 
L'année suivante, il voyage en Amazonie avec le sculpteur Frans Krajcberg, enregistrant en images et par écrit dans Incandescente, les défis de la conservation de la forêt. 
En 2003, il réalise l'exposition Chega de Saudade avec ses dernières peintures au Musée d'Art de l'Espírito Santo (MAES). Il publie le catalogue contenant le résumé de son œuvre ainsi que l'audiovisuel Vydeo et le CD musical Nenna avec la participation des principaux musiciens de l'Espírito Santo. 
Il présente l'installation Brasil à la galerie Homero Massena en 2005. En 2010, il est l'invité d'honneur de l'exposition internationale de performances Trampolim_, à Vitória, où il présente son travail inédit Bandeira(Drapeau) lors de l'ouverture. 
En 2012, il réalise une grande exposition individuelle occupant le MAES – Musée d'Art de l'Espírito Santo Dionísio Del Santo et la Galerie Homero Massena, où il présente une série d'œuvres inédites composée de huit Méditations Extravagantes avec Almerinda da Silva Lopes comme commissaire de l'exposition. 

## Créations

### Publications
- “Nenna - Meditações Extravagantes”, livro/catálogo da exposição. Museu de Arte do Espírito Santo. Curadoria e texto de Almerinda da Silva Lopes - 2012.  (ISBN 978-85-8173-030-1) https://issuu.com/universonenna/docs/nenna_medita__es_extravagantes
- “[Com/Con] tradições na História da Arte”, incluíndo texto de Almerinda da Silva Lopes sobre a obra de Nenna. Comitê Brasileiro de História da Arte - Outubro de 2011. https://issuu.com/universonenna/docs/politicaemarginalidade
- Revista que aborda a obra e o universo do artista, editada no outono de 2010. https://issuu.com/universonenna/docs/n_outonoinverno2010
- Um panorama sobre a produção do artista, no período de 1970/2000, está resumido na publicação 'BÍBLIA', editada em 2003. https://issuu.com/universonenna/docs/biblia
- Recortes de jornais, referentes ao período de 1970/1981, reunidos numa publicação editada em xerox, no Rio de Janeiro, em 1984.

### Vidéos
- JARDIM DE INVERNO | 2013  Múltiplos: 30 + 2 provas do artista  [acrílico e jato de tinta s/ papel | diametro: 8 cm - altura: 7,5 cm]
- A PEDRA QUE O ESTILINGUE LANÇA | 2010  Documentário dirigido por Ana Murta sobre a intervençao urbana realizada em 1970. Produção: Juranda Alegro
- BRASIL | 2005  Exposição individual na Galeria Homero Massena, Vitória - ES
- VYDEO | 1993  Exposição individual na Galeria Homero Massena, Vitória - ES

### Audio
- cd NENNA, 2003  Afonso Abreu | baixo acústico  Marco Antonio Grijo | bateria  Mario Ruy | guitarra  Colibri | sax  Jorge Pombo | cello  Natércia Lopes | voz  Nenna | composições e edição https://soundcloud.com/u_nenna

### Œuvres
- Série : Meditações Extravagantes, 2012  Instalações no Museu de Artes do Espírito Santo
- L'Été Moderniste au Pays de la Loire, 2012  Sérigraphie s/ toile et jet d'encre s/papier
- série : Vento Sul, 2010  Impressões digitais, jato de tinta s/papel
- Brasil, 2005  Instalação na Galeria Homero Massena, Vitória
- Vydeo, 1993  Instalação e performance na Galerie Homero Massena, Vitória
- Muito Prazer | E Agora?, 1976  Instalação no Museu de Arte Moderna, Rio
- Estilingue, 1970  Intervenção urbana